# Awake and Alive
Awake and Alive — четвёртая песня с альбома Awake рок-группы Skillet, выпущенной в 2010 году. Длина песни составила 3:31. По данной аудиозаписи был снят видеоклип.

## Саундтрек
Данная песня была включена в официальный саундтрек к фильму «Трансформеры 3: Тёмная сторона Луны», однако не была использована в нём.

## Исполнители
- Джон Купер — вокал, бас-гитара
- Кори Купер — ритм-гитара, синтезатор
- Бен Касика — соло-гитара
- Джен Леджер — барабаны, вокал
- Тейт Олсен — виолончель
- Джонатан Чу — скрипка

## Чарты
| Хит-парад                        | Позиция |
| -------------------------------- | ------- |
| Христианское рок-радио           | 1       |
| Христианское CHR                 | 3       |
| Active Rock                      | 1       |
| Billboard Mainstream Rock Tracks | 2       |
| Billboard Alternative Songs      | 24      |
| Billboard Rock Songs             | 13      |
| Billboard Top Heatseekers Songs  | 16      |
| Billboard Hot Christian Songs    | 30      |